# México, México (álbum)
México, México es un álbum compilatorio grabado para la selección mexicana de fútbol en la Copa Mundial de Fútbol de 2006 que compitió en Alemania. El álbum fue lanzado el 6 de mayo del 2006 y contiene la canción oficial del equipo mexicano de fútbol "México, México" interpretada por RBD.

## Canciones
| #   | Título                        | Artista(s)                                   |      |
| --- | ----------------------------- | -------------------------------------------- | ---- |
| 01. | "México, México"              | RBD                                          | 3:25 |
| 02. | "La Mano de Dios (Marado)"    | Rodrigo                                      | 5:45 |
| 03. | "Siquitibum" [Versión Cumbia] | Chick - Pack                                 | 3:20 |
| 04. | "No Tengo Dinero"             | Kumbia Kings, Juan Gabriel, El Gran Silencio | 4:55 |
| 05. | "Hasta Que Te Conocí"         | Pilar Montenegro, Voltio                     | 3:10 |
| 06. | "Nalguita"                    | Plastilina Mosh                              | 4:14 |
| 07. | "Para Mi Barrio"              | Vico C, Tony Touch, D'Mingo                  | 5:51 |
| 08. | "Brinca"                      | DJ Kane                                      | 3:13 |
| 09. | "Dormir Soñando"              | El Gran Silencio                             | 3:07 |
| 10. | "No Se Olvidar"               | Sello Duranguense                            | 3:05 |
| 11. | "Cielito Lindo"               | Mónica, Raúl, Ruth Vazquez, Cipriano         | 2:32 |